# Věra Trnková
 Věra Trnková  (* 16. März 1934 in Berehowe, heute Ukraine; † 27. Mai 2018) war eine tschechische Mathematikerin und Hochschullehrerin, die für ihre Arbeiten in der Topologie und in der Kategorientheorie bekannt war.

## Leben und Forschung
Trnková erhielt ihr Abitur in Prag und studierte ab 1952 Mathematik an der Karls-Universität. Sie forschte mit Miroslav Katětov in der allgemeinen Topologie und erwarb 1957 einen Master-Abschluss. 1961 promovierte sie als Doktorandin von Eduard Čech mit der Dissertation: Non-F-Topologies. 1989 erhielt sie den Dr.Sc. Grad, der einer Habilitation entspricht. 1960 wurde sie Assistenzprofessorin an der Karls-Universität, 1967 außerordentliche Professorin, 1986 Senior Researcher und 1991 ordentliche Professorin. 1999 ging sie in den Ruhestand. Trotz des Beginns ihrer Karriere in der allgemeinen Topologie wechselte sie bereits 1962 zur Kategorientheorie. Ihre Arbeit in diesem Bereich umfasste die Untersuchung formaler Vervollständigungen von Kategorien, die Einbettung von Kategorien in Kategorien topologischer Räume, die kategorientheoretische Automatentheorie und den Isomorphismus von Produktobjekten in Kategorien. Zum Beispiel führte sie das Konzept der fast vollständigen Verschachtelung ein und bewies, dass algebraische Kategorien immer fast vollständig in die Kategorie der kompakten topologischen Räume verschachtelt werden können. Dieses Ergebnis hat die Anwendung von Kategorien in anderen mathematischen Disziplinen erheblich verändert. Die Theorie der Mengenfunktoren, die sie und ihre Studenten entwickelten, hat auch die Arbeit vieler Autoren beeinflusst und ist auch die Grundlage für die Anwendung von Kategorien in verschiedenen Bereichen der theoretischen Informatik geworden. Sie war Autorin von über 160 Forschungsarbeiten und zwei Monographien. Sie war Mitglied des Editorial board of Algebra Universalis und des Editorial board of Scientiae Mathematicae Japonicae.

## Veröffentlichungen (Auswahl)
- On convergence of sequences of functions, Comment. Math. Univ. Carolinae 2(1961), 1–12.
- On category theory (in Russian), Comment. Math. Univ. Carolinae 3(1962), 9–35.
- Concerning the closure of classes of spaces by omega-maps (in Russian), DAN SSSR 156(1962), 272–274.
- Unions of strongly paracompact spaces (in Russian), DAN SSSR 146(1962), 43–45.
- Concerning the closure of classes of spaces by omega-maps (in Russian), Czechosl. Math. J. 14(89), 1964, 327–340.
- Topologies on products and decomposition of topological spaces, Czechosl. Math. J. 14(89), 1964, 527–547.
- Sum of categories with amalgamated subcategory, Comment. Math. Univ. Carolinae 6(1965), 449–474.
- Limits in categories and limit preserving functors, Comment. Math. Univ. Carolinae 7(1966), 1–73.
- Universal categories, Comment. Math. Univ. Carolinae 7(1966), 143–206.
- Universal category with limits of finite diagrams, Comment. Math. Univ. Carolinae 7(1966), 447–456.
- Completions of small subcategories, Comment. Math. Univ. Carolinae 8(1967), 581–633.
- Strong embedding of category of all grupoids into category of semigroups, Comment. Math. Univ. Carolinae 9(1968), 251–256.
- Some properties of set functors, Comment. Math. Univ. Carolinae 10(1969), 323–352.
- Nonconstant continuous maps of spaces and of their $\beta $-compactifications, Topology and its Applications 33(1989), 47–62.
- Simultaneous representations by products in categories, in: Categorical Topology and its Relation to Analysis, Algebra and Combinatorics, edited by J. Adámek and S. Mac Lane, World Scientific, 1989, 410–431.
- Products of metric, uniform and topological spaces, Comment. Math. Univ. Carolinae 31(1990), 167–180.
- Automorphisms of orthomodular lattices and symmetries of quantum logics, Foundations of Physics 21(1991), 855–860.
- Functorial selection of morphisms, in: Category Theory '91, Canadian Math. Society, Conference Proceedings 13(1992), 435–447.
- Rigid points and rigidity creating properties, in: Recent Developments of General Topology and its Applications, International Conference in Memory of Felix Hausdorff (1868-1942), Mathematical Research 67, Berlin 1992, 303–308.
- Universal concrete categories and functors, Cahiers Topo. Geom. Diff. Cat. 34(1993), 239–256.
- Semirigid spaces, Trans. Amer. Math. Soc. 343(1994), 305–325.
- Universalities, Appl. Cat. Structures 2(1994), 173–185.
- Continuous and uniformly continuous maps of powers of metric spaces, Topology and its Application 63(1995), 189–200.
- Clone segments in Top and Unif, in: Eraldo Giuli (ed.): Categorical Topology, 249–268, 1996 Kluwer Academic Publishers.
- Simultaneous problems of clone segments in Top and in Unif, in: Eraldo Giuli (ed.): Categorical Topology, 269–278, 1996 Kluwer Academic Publishers.
- Algebraic theories, clones and their segments, Applied Categorical Structures 4(1996), 241–249.
- Co-connected spaces, Serdica Math. J. 24 (1998), 25–36.
- Representability and local representability of algebraic theories, Alg. Universalis 39 (1998), 121–144.
- Representation of algebraic theories and non-expanding maps, J. Pure Appl. Alg. 146 (2000), 45–75.
- Spaces without nonconstant maps into Y, Applied Categorical Structures 8 (2000), 407–424.
- Maps of finite powers of metric spaces (recursive conditions for spaces at work), Topology and its applications 108 (2000), 277–301.
- mit Aleš Pultr: Kombinatorische, algebraische und topologische Darstellungen von Gruppen, Halbgruppen und Kategorien, Nordholland Mathematical Library 22, Nordholland, 1980
- mit Jiří Adámek: Automaten und Algebren in Kategorien in Mathematik und ihre Anwendungen 37, Kluwer, 1990